# Simulium tjanschanicum
Simulium tjanschanicum är en tvåvingeart som beskrevs av Rubtsov 1963. Simulium tjanschanicum ingår i släktet Simulium och familjen knott. Inga underarter finns listade i Catalogue of Life.